# Само за твоите очи (сборник)
„Само за твоите очи“ (на английски: For Your Eyes Only) е първият сборник с разкази на английския писател Иън Флеминг. Той е осмият от поредицата за Джеймс Бонд. Издаден е на 11 април 1960 г. от издателство Jonathan Cape. Колекцията се състои от пет отделни, несвързани истории: „С изглед към убийство“ (на английски: From a View to a Kill), „Само за твоите очи“ (на английски: For Your Eyes Only), „Спектър на утехата“ (на английски: Quantum of Solace), „Риск“ (на английски: Risico) и „Уникалната Хилдебрант“ (на английски: The Hildebrand Rarity)

## Сюжет
Внимание:  Текстът по-долу разкрива сюжета на произведението (или части от него)!

### С изглед към убийство
В околностите на Париж е убит куриер от щаба на НАТО превозващ секретни документи. По време на пътуването му с мотоциклет към него се приближава друг мотоциклетист и го убива. "M" спешно изпраща Бонд да разследва този инцидент. На Бонд трябва да помага сътрудничката от френския офис на Секретната Служба, очарователната девойка Мери Ан Ръсел.
След като говори с полковник Шрайбер, ръководител на Службата за сигурност на НАТО, Бонд разбира, че разследването е проведено формално и няма получени резултати. Подробно разпитвайки всички участвали в разследването, Бонд обръща внимание на информацията от главния кинолог. Според него, в района, където става убийството, преди известно време е имало някакви „цигани „и миризмата им е възпрепятствала служебните кучета по-внимателно да потърсят следата.
Бонд веднага отива на мястото на „циганския катун“. Той внимателно изследва всичко и обръща внимание на маркировките върху дърветата. Подозирайки, че моторът може би е пренесен, оставяйки следи по дърветата, Бонд прави засада, качвайки се на едно дърво. След известно време подозренията му се потвърждават. В началото от храст рози се подава замаскиран като цвете перископ, а след това се отваря вход на подземен бункер. Очевидно е, че това е секретен наблюдателен пункт на съветското разузнаване. От бункера излизат трима души със специални обувки, които почти не стъпкват тревата, и изнасят на ръце мотоциклет. На мотоциклета има опознавателни знаци на британската армия. Един от агентите тръгва, а другите двама се скриват в подземното убежище.
На Бонд всичко става ясно. От време на време на скривалището излиза един от съветските агенти и тръгва на „лов“. Тъй като моторът е маскиран, то агентът спокойно се е приближил до куриера и го е застрелял. Разследването му не постига повече, тъй като агентите се скриват в бункера.
Бонд разказва всичко на помощничката си асистент Мери Ан и решава сам да обезвреди съветските агенти. Той се маскира като военен куриер, и когато съветският агент се опитва да го атакува, го убива. Оставайки около бункера Бонд изчаква да се появят и другите агенти. Бонд се опитва да ги задържи, но ситуацията взема почти трагичен обрат. Но Мери Ан казва за решението му на полковник Шрайбер, който идва на помощ на 007 и спасява живота му.

#### Адаптация
Заглавието на разказа частично е използвано за името на четиринадесетия филм от официалния филмов „бондиан“ „Изглед към долината на смъртта“ (с участието в ролята на Джеймс Бонд на Роджър Мур), но в сценария на филма оригиналната история не се използва.

### Само за твоите очи
Един ден към живеещия на Ямайка полковник Хевлок се обръща майор Гонзалес от Хавана, който е придружаван от двама „помощника“. От името на неназован джентълмен Гонзалес предлага на Хевлок продаде фермата си за половин милион долара. Хевлок категорично отказва, и тогава Гонзалес започва да заплашва стария полковник. Виждайки, че не успява да го убеди, Гонзалес и неговите подчинени изваждат пистолети със заглушители и хладнокръвно застрелват полковника и неговата съпруга.
... Няколко седмици по-късно Джеймс Бонд е извикан при „М“ и тя му дава лично поръчение. Оказва се, че полковник Хевлок е бил близък приятел на „М“, и поради това шефът на разузнаването е провел задълбочено разследване. Оказа се, че към смъртта на Хевлок има отношение фон Хамерщейн. Този бивш нацист, който е служил в Гестапо, а сега работи в тайната полиция в кубинския диктатор Батиста. Хамерщейн е изпратил подчинения си Гонзалес да купи харесалата му ферма, заповядвайки в случай на отказ всички да бъдат убити. „М“ намеква на Бонд, че нямат право официално да му поръча да убие Хамерштейн и неговите бандити. Това е лично отмъщение на "M", и Бонд се съгласява да помогне.
Бонд спешно отлита в Канада, където във вила на уединено място се крие Хамерщейн. В гората Бонд среща, дъщеря на убития полковник. Тя също е проследила убиеца на родителите си, и отива да си отмъсти. Девойката е въоръжена само с арбалет, и Бонд ѝ предлага помощта си. Въпреки това, Джуди категорично отказва, и те действат самостоятелно. Бонд решава да изчака момента, когато Джуди стреля по Хамерщейн, и едва тогава да открие огън.
... Когато Фон Хамерщейн решава да скочи в басейна, в гърба му се забива стрела от арбалет и го убива. Гонзалес и двамата телохранители започват да стрелят с автомати във всички посоки, но Бонд ги убива със снайпер един след друг. Въпреки това, случаен куршум улучва рамото на Джуди. Бонд оказва на девойката медицинска помощ и ѝ предлага да я отведе в Лондон.

#### Адаптация
Сюжетът на разказа е екранизиран като част от едноименния филм от 1981 г. с участието на Роджър Мур като Бонд и Карол Буке като Джуди Хевлок.

### Спектър на утехата
За изпълнението на задача да предотврати доставка на оръжие за революционна Куба, Джеймс Бонд е в Насау, столицата на Бахамските острови. След успешно проведената операция Бонд се среща неофициално с губернатора. На вечерята присъства и съпружеска двойка: канадски милионер и приказливата му съпруга. Тяхното присъствие се струва на Бонд много скучно, и губернаторът, забелязвайки това, му разказва че по-късно поучителна история.
... Преди много години, губернаторът е имал познат на име Филип Мъстерс. Бивайки скромен и срамежлив младеж, той дълго не е могъл да се запознае с девойка. Но веднъж по време на полет Филип се заговаря с красива стюардеса на име Рода. Тяхното мимолетно познанство прераства в дълбоко чувство на любов, и скоро те се женят. Мъстерс започва работа в посолството в Ямайка, и съпругата му започва да води социален живот. Рода става член на елитен голф клуб, където тя среща един млад милионер плейбой, по фамилия Татерсал. Тя започва открито да изневерява на мъжа си, в резултат на което Мъстерс започва да пие и почти стига до самоубийство. За да предотврати трагедията, ръководството изпраща Мастерс на дълга командировка до Вашингтон.
Рода още известно време продължава да се среща с милионера, но по-късно той я изоставя. Скоро след това мъжът ѝ се завръща, който обаче е станал съвсем друг човек. Станал е студен, спокоен човек с ледено сърце. Мъстерс предлагани съпругата си да живеят в различни стаи на апартамента, да прекратят общуването си и да ки кореспондират само с бележки. За издражка на Рода Филип ежемесечно отделя малка сума, и така тя започна да живее скромно, дори бедно. Официално съпрузите е трябвало да се разделят една година по-късно.
Когато идва времето за развода, Рода започва да моли мъжа си за помощ, за да може някак си да живее. Мъстерс подарява на жена си за прощаване кола и магнетофон. Рода си мисли, че Мъстерс ѝ е простил, но се оказва, чу това е последното му, изтънчено отмъщение. Когато Рода решава да продаде подаръците, се оказва, че те са взети на кредит, а сроковете за плащане специално са просрочени. Рода трябва върне „подаръците" обратно в магазините и дори да плати допълнително със собствени пари, за да не бъде съдена. Тя получава от съпруга си по-малко, отколкото нищо.
По-късно Филип Мъстерс се пенсионира и отива да живее в Нигерия. Рода започва да работи като администраторка в хотел и се запознана с канадски милионер, за когото се омъжва. Именно те са били „скучната“ двойка на вечерята при губернатора.

#### Адаптация
22-рият филм от официалния „бондиан“ се нарича „Спектър на утехата“, но в сценария му от оригиналната история не се използва нищо, само името.

### Риск
По поръчение на премиер-министъра на Великобритания ръководителят на Секретната служба „М“ привлича Джейс Бонд за изпълнението на сложна задача.
В Англия процъфтява нелегална търговия с хероин, и правителството предприема отчаяни мерки, за да отсече на каналите за доставка на смъртоносната дрога. Информация за £ 100 000 е готов предостави контрабандиста Кристатос, който си сътрудничи със Секретната служба на САЩ. Срещайки се с Кристатос Бонд разбира името на престъпника участващ в доставката на хероин от Италия. Това е италианския мафиот Енрико Коломбо. Кристатос предлага на Бонд да убие Коломбо, защото само смъртта на мафиота може да спре транзита на хероина.
Но Коломбо мами Бонд и има пълен контрол на срещата в ресторанта. Разигравайки театър той запознава Бонд с любовницата си Лизъл Баум. Между Бонд и Баум започва любовен роман, и Бонд се опитва да получи от девойката някаква информация за Коломбо. Но Баум примамва Бонд в капан, където той се среща с мафиота, който се кани да убие.
Коломбо обяснява на Бонд истинското състояние на нещата. Оказва се, че Коломбо действително участва в нелегален бизнес и контрабанда. Но той никога не е участвал в трафик на наркотици. Хероинът пренася Кристатос, който води „двойна игра“, и е решил чрез ръцете на Бонд да премахне своя съперник. Огромните количества хероин се доставят на Кристатос от съветските тайни служби, които по този начин се опитват да подкопаят Запада отвътре.
Бонд с хората на Коломбо атакува склад на Кристатос. Помещението, в което се съхранява хероина, е унищожено, а освен това е взривен и албанския кораб, който е пренасял годишната доставка на хероин. Кристатос се опитва да избяга, но Бонд го убива в автомобила му.

#### Адаптация
Сюжетът на разказа е почти изцяло екранизиран във филма „Само за твоите очи“ (дванадесетия филм от официалния „бондиан“, като в ролята на Джеймс Бонд е Роджър Мур).

### Уникалната Хилдебрант
Джеймс Бонд по поръка на "M" отива на Сейшелските острови, за да разузнае политическата обстановка царяща там. В рамките на няколко дни Бонд изяснява, че на островите всичко е съвсем спокойно, и сега агент 007 просто си отдъхва, занимавайки се с гмуркане и риболов.
По покана на своя приятел Фидел Барбе, Бонд отива на яхтата „Уейвкрест“, собственост на американския милионер на име Милтън Крест. Той е изключително груб, властен и арогантен човек, който постоянно издевателства над красивата си съпруга англичанката Елизабет Крест. Под прикритието на научни изследвания Крест умело избягва плащането на данъци на правителството на САЩ. Сега Крест е получил задача да улови рядката тропическа риба лъчеперка наречена „Уникалната Хилдебрант". Знаейки, че Бонд и Барбе са добри акванавти, Крест кани ги да участват в улова на рядката риба. По време на пътуването, Бонд обръща внимание как грубо и жестоко Крест се отнася към жена си. Понякога дори я бие с камшик направен от опашката на риба скат.
В близост до малък остров Бонд открива заветната риба. Крест излива в океана специална течност, която убива всички риби, и най-накрая „Уникалната“ е уловена. По този повод Крест устройва грандиозно запиване, на което обижда всички пътници на яхтата: жена си, Бонд и Барбе. През нощта Бонд се събужда от ужасното хриптене на Крест, който спи в хамак на палубата на яхтата. Приближавайки Бонд вижда, че някой забил „Уникалната Хилдебрант" в устата на Крест, от което милионерът се е задушил и умрял. Бонд предполага, че най-вероятно това е Елизабет Крест, която повече не е могла да търпи тормоза на съпруга си. Съчувстващ на нещастната жена, Бонд вземе решение за прикриване на престъплението. Хвърля тялото на милионера в океана и срязва въжето на хамака, симулирайки нещастен случай, в резултат на който Крест е паднал зад борда и се е удавил.

#### Адаптация
Във филма „Упълномощен да убива“ (шестнадесети филм от официалния „бондиан“, в който в ролята на 007 е Тимъти Долтън) са използвани някои от елементите, съдържащи се в разказа. Например, един от поддръжниците на главния злодей Санчес се нарича Крест, и любовницата си Санчес удря с камшик, направен от опашката на скат.